# جائزة فرنسا الكبرى للدراجات النارية 1976
جائزة فرنسا الكبرى للدراجات النارية 1976 هو سباق دراجات نارية أقيم بتاريخ 25 أبريل 1976 في حلبة دي لا سارث. كان الجولة الأولى من أصل 12 في سباق الجائزة الكبرى للدراجات النارية موسم 1976. فاز البريطاني باري شين بفئة 500 سي سي بينما جاء الفيتنامي جوني سكوتو في المركز الثاني وحصل على المركز الثالث الإيطالي ماركو لوكتشينيلي.

## وصلات خارجية
- الموقع الرسمي